# Terradinámica
La Terradinámia es entendida como la ciencia de la penetración de los suelos, es útil para medir el espesor de los hielos antárticos y los sedimentos marinos, entre otras aplicaciones. Uno de los principales instrumentos con que cuenta es un cañón desarrollado por los laboratorios Sandia de Alburquerque, Nuevo México, Estados Unidos. El artefacto consiste en un cilindro de poco más de 10 m de largo y abierto de los dos lados, que puede lanzar un proyectil capaz de penetrar 90 m bajo la superficie terrestre. Dicho proyectil es una pesada pieza de acero (aproximadamente 160 kg) que contiene pólvora y una masa de reacción. A partir de la terradinámia es posible, además introducir sensores sísmicos y acústicos con fines de investigación científica, así como obtener la información necesaria para elaborar un perfil del subsuelo.